# ベストウォーリア
ベストウォーリア(Best Warrior)は、日本の競走馬である。主な勝ち鞍は2014年、2015年マイルチャンピオンシップ南部杯(JpnI)、2013年ユニコーンステークス(GIII)、2014年・2015年プロキオンステークス(GIII)。馬名の由来は、最高の戦士。

## 経歴

### 2歳（2012年）～3歳（2013年）
2012年11月10日の2歳新馬（京都ダート1200ｍ）でデビューし、2馬身半差で勝利する。次走、ポインセチア賞は7着、3歳初戦となったはこべら賞2着を経て、3歳500万下をハナ差で勝利し、2勝目を挙げる。初の重賞挑戦となった兵庫チャンピオンシップは3着のソロルを9馬身離すも、勝ったコパノリッキーに6馬身突き放され2着となる。6月16日のユニコーンステークスは内に潜り込み、抜群の決め手を見せて一気に突き抜け、重賞初勝利を飾った。鞍上の戸崎圭太はJRA移籍後初の重賞制覇となった。続く、ジャパンダートダービーは5着、半年ぶりの出走となった武蔵野ステークスは0.1秒差の3着に敗れる。

### 4歳（2014年）
4歳初戦となったすばるステークスをレコードタイムで勝利し、フェブラリーステークスに出走、3番人気に支持されるも13着と惨敗。休養明けのオアシスステークスは1.5倍の圧倒的人気に応え1着、同条件のアハルテケステークスでも1.6倍の1番人気になるもクビ差の2着に敗れる。3レース連続1倍台の1番人気での出走となった7月13日のプロキオンステークスは一緒に抜け出したキョウワダッフィーをクビ差前に出て1着、重賞2勝目を挙げる。10月13日のマイルCS南部杯は1.2倍の圧倒的1番人気に推され、レースは直線に入って逃げた2番人気のポアゾンブラックを捕らえて抜け出し、4馬身差の圧勝でGI級初制覇となった。前走と同じ盛岡競馬場での開催となったJBCクラシックは2番手からレースを進めるが5着、次走チャンピオンズカップは11着に敗れる。

### 5歳（2015年）
5歳初戦、フェブラリーステークスは中段から伸び3着。3か月ぶりとなったかしわ記念は1番人気に推されるが、ワンダーアキュートに1馬身交わされ2着に敗れる。連覇を狙ったプロキオンステークスは59kgを背負わされるも、逃げるコーリンベリーを交わすと2馬身突き放して連覇を達成する。前年と同じく1倍台の断然人気での出走となった10月12日のマイルチャンピオンシップ南部杯は、好位の外でレースを進め、3～4コーナーで前に取りつくと直線で抜け出し、逃げ粘ったタガノトネールに2馬身差をつけ優勝し連覇、JpnI2勝目を飾る。次走は、前年出走したJBCクラシックではなく、大井1200ｍJBCスプリントを選択。2番人気で好位から進めるも3着に敗退する。

### 6歳（2016年）
6歳初戦フェブラリーステークスは4着、かしわ記念は3着に入る。次走、さきたま杯は58kgで出走し、2着。3連覇に挑んだマイルチャンピオンシップ南部杯はコパノリッキーに1馬身3/4差離され2着。川崎開催により1400ｍでのレースとなったJBCスプリントは1.9倍の1番人気に推されるが逃げ切ったダノンレジェンドに離された2着に終わる。

### 7歳（2017年）～8歳（2018年）
次走、根岸ステークスでも2着に入り、4戦連続2着となると続く、フェブラリーステークスでもクビ差の2着となり、5戦連続2着を確保する。その後も、かしわ記念4着、さきたま杯3着と善戦するも勝ちきれずマイルチャンピオンシップ南部杯6着後は凡走を繰り返し、2018年10月8日のマイルCS南部杯6着を最後に現役を引退した。10月19日付で競走馬登録を抹消、引退後は優駿スタリオンステーションで種牡馬となる。

## 競走成績
| 競走日     | 競馬場 | 競走名            | 格      | 距離（馬場）  | 頭 数 | 枠 番 | 馬 番 | オッズ （人気） | 着順 | タイム （上り3F） | 着差 | 騎手       | 斤量   | 1着馬/（2着馬）        |
| ---------- | ------ | ----------------- | ------- | ------------- | ----- | ----- | ----- | --------------- | ---- | ----------------- | ---- | ---------- | ------ | ---------------------- |
| 2012.11.10 | 京都   | 2歳新馬           |         | ダ1200m（良） | 14    | 6     | 10    | 003.00（2人）   | 01着 | 01:12.7（36.6）   | -0.4 | 福永祐一   | 55kg   | （ディープジュジュ）   |
| 0000.12.01 | 阪神   | ポインセチア賞    | 500万下 | ダ1400m（良） | 16    | 1     | 1     | 006.70（4人）   | 07着 | 01:26.6（40.4）   | -1.3 | 福永祐一   | 55kg   | サマリーズ             |
| 2013.01.26 | 中京   | はこべら賞        | 500万下 | ダ1400m（良） | 11    | 6     | 6     | 016.50（4人）   | 02着 | 01:25.9（37.9）   | -0.3 | 北村友一   | 56kg   | ティズトレメンダス     |
| 0000.02.09 | 東京   | 3歳500万下        |         | ダ1600m（良） | 16    | 8     | 15    | 004.80（2人）   | 01着 | 01:38.3（36.9）   | -0.0 | 福永祐一   | 56kg   | （ガイヤースヴェルト） |
| 0000.05.02 | 園田   | 兵庫CS            | JpnII   | ダ1870m（良） | 11    | 5     | 5     | 006.00（3人）   | 02着 | 01:59.4（38.3）   | -1.0 | 岩田康誠   | 56kg   | コパノリッキー         |
| 0000.06.16 | 東京   | ユニコーンS       | GIII    | ダ1600m（重） | 15    | 4     | 6     | 006.90（3人）   | 01着 | 01:36.0（35.0）   | -0.2 | 戸崎圭太   | 56kg   | （サウンドリアーナ）   |
| 0000.07.10 | 大井   | ジャパンDダービー | JpnI    | ダ2000m（良） | 16    | 7     | 13    | 004.70（3人）   | 05着 | 02:06.8（39.3）   | -2.0 | 戸崎圭太   | 56kg   | クリソライト           |
| 0000.11.10 | 東京   | 武蔵野S           | GIII    | ダ1600m（良） | 16    | 7     | 13    | 014.30（7人）   | 03着 | 01:35.4（35.9）   | -0.1 | 戸崎圭太   | 56kg   | ベルシャザール         |
| 2014.02.08 | 京都   | すばるS           | OP      | ダ1400m（重） | 15    | 5     | 9     | 002.40（1人）   | 01着 | 01:21.7（34.9）   | -0.2 | 浜中俊     | 56kg   | （ウォータールルド）   |
| 0000.02.23 | 東京   | フェブラリーS     | GI      | ダ1600m（良） | 16    | 1     | 2     | 007.00（3人）   | 13着 | 01:36.9（35.7）   | -0.9 | 浜中俊     | 57kg   | コパノリッキー         |
| 0000.05.04 | 東京   | オアシスS         | OP      | ダ1600m（良） | 16    | 5     | 10    | 001.50（1人）   | 01着 | 01:35.8（36.4）   | -0.2 | 戸崎圭太   | 57kg   | （サトノプリンシパル） |
| 0000.06.14 | 東京   | アハルテケS       | OP      | ダ1600m（稍） | 14    | 6     | 10    | 001.60（1人）   | 02着 | 01:34.6（35.4）   | -0.0 | 戸崎圭太   | 57.5kg | エアハリファ           |
| 0000.07.13 | 中京   | プロキオンS       | GIII    | ダ1400m（稍） | 16    | 3     | 6     | 001.90（1人）   | 01着 | 01:22.6（35.4）   | -0.0 | 戸崎圭太   | 56kg   | （キョウワダッフィー） |
| 0000.10.13 | 盛岡   | MCS南部杯         | JpnI    | ダ1600m（良） | 15    | 6     | 10    | 001.20（1人）   | 01着 | 01:35.9（35.5）   | -0.6 | 戸崎圭太   | 56kg   | （ポアゾンブラック）   |
| 0000.11.03 | 盛岡   | JBCクラシック     | JpnI    | ダ2000m（重） | 16    | 5     | 9     | 006.70（5人）   | 05着 | 02:01.9（36.7）   | -1.1 | 戸崎圭太   | 57kg   | コパノリッキー         |
| 0000.12.07 | 中京   | チャンピオンズC   | GI      | ダ1800m（良） | 16    | 1     | 2     | 021.20（9人）   | 12着 | 01:52.0（36.9）   | -1.0 | 戸崎圭太   | 57kg   | ホッコータルマエ       |
| 2015.02.22 | 東京   | フェブラリーS     | GI      | ダ1600m（良） | 16    | 5     | 10    | 006.40（3人）   | 03着 | 01:36.5（36.1）   | -0.2 | 戸崎圭太   | 57kg   | コパノリッキー         |
| 0000.05.05 | 船橋   | かしわ記念        | JpnI    | ダ1600m（良） | 10    | 3     | 3     | 001.90（1人）   | 02着 | 01:37.6（37.4）   | -0.2 | 福永祐一   | 57kg   | ワンダーアキュート     |
| 0000.07.12 | 中京   | プロキオンS       | GIII    | ダ1400m（良） | 16    | 1     | 2     | 006.70（4人）   | 01着 | 01:22.5（35.6）   | -0.3 | 福永祐一   | 59kg   | (コーリンベリー)       |
| 0000.10.12 | 盛岡   | MCS南部杯         | JpnI    | ダ1600m（稍） | 15    | 7     | 12    | 001.30（1人）   | 01着 | 01:36.8（38.7）   | -0.3 | 福永祐一   | 57kg   | (タガノトネール)       |
| 0000.11.03 | 大井   | JBCスプリント     | JpnI    | ダ1200m（不） | 16    | 5     | 10    | 003.10（2人）   | 03着 | 01:11.4（36.2）   | -0.5 | 川田将雅   | 57kg   | コーリンベリー         |
| 2016.02.21 | 東京   | フェブラリーS     | GI      | ダ1600m（重） | 16    | 3     | 5     | 007.20（3人）   | 04着 | 01:34.2（35.0）   | -0.2 | 戸崎圭太   | 57kg   | モーニン               |
| 0000.05.05 | 船橋   | かしわ記念        | JpnI    | ダ1600m（稍） | 12    | 4     | 4     | 007.00（5人）   | 03着 | 01:40.2（38.0）   | -1.0 | 戸崎圭太   | 57kg   | コパノリッキー         |
| 0000.06.01 | 浦和   | さきたま杯        | JpnII   | ダ1400m（良） | 12    | 6     | 7     | 002.40（1人）   | 02着 | 01:26.2（36.3）   | -0.3 | 戸崎圭太   | 58kg   | ソルテ                 |
| 0000.10.10 | 盛岡   | MCS南部杯         | JpnI    | ダ1600m（稍） | 13    | 8     | 13    | 002.90（2人）   | 02着 | 01:33.8（35.3）   | -0.3 | 戸崎圭太   | 57kg   | コパノリッキー         |
| 0000.11.03 | 川崎   | JBCスプリント     | JpnI    | ダ1400m（重） | 12    | 2     | 2     | 001.90（1人）   | 02着 | 01:27.8（38.5）   | -0.6 | 戸崎圭太   | 57kg   | ダノンレジェンド       |
| 2017.01.29 | 東京   | 根岸S             | GIII    | ダ1400m（良） | 16    | 3     | 5     | 005.60（3人）   | 02着 | 01:23.2（35.6）   | -0.2 | 戸崎圭太   | 58kg   | カフジテイク           |
| 0000.02.19 | 東京   | フェブラリーS     | GI      | ダ1600m（良） | 16    | 5     | 9     | 007.60（5人）   | 02着 | 01:35.1（35.7）   | -0.0 | 戸崎圭太   | 57kg   | ゴールドドリーム       |
| 0000.05.05 | 船橋   | かしわ記念        | JpnI    | ダ1600m（良） | 10    | 7     | 7     | 002.50（1人）   | 04着 | 01:40.7（39.0）   | -0.8 | 戸崎圭太   | 57kg   | コパノリッキー         |
| 0000.05.31 | 浦和   | さきたま杯        | JpnII   | ダ1400m（良） | 12    | 6     | 8     | 002.00（1人）   | 03着 | 01:26.9（37.6）   | -1.2 | 戸崎圭太   | 58kg   | ホワイトフーガ         |
| 0000.10.09 | 盛岡   | MCS南部杯         | JpnI    | ダ1600m（稍） | 16    | 1     | 2     | 004.80（4人）   | 06着 | 01:35.9（35.6）   | -1.0 | 戸崎圭太   | 57kg   | コパノリッキー         |
| 0000.11.11 | 東京   | 武蔵野S           | GIII    | ダ1600m（良） | 16    | 6     | 12    | 007.30（3人）   | 07着 | 01:36.1（36.1）   | -0.6 | C.ルメール | 58kg   | インカンテーション     |
| 2018.01.28 | 東京   | 根岸S             | GIII    | ダ1400m（重） | 13    | 8     | 13    |                 | 取消 |                   |      | C.ルメール | 58kg   | ノンコノユメ           |
| 0000.02.18 | 東京   | フェブラリーS     | GI      | ダ1600m（良） | 16    | 8     | 15    | 032.20（8人）   | 10着 | 01:37.6（38.3）   | -1.6 | C.ルメール | 57kg   | ノンコノユメ           |
| 0000.05.02 | 船橋   | かしわ記念        | JpnI    | ダ1600m（良） | 12    | 7     | 9     | 016.20（5人）   | 05着 | 01:40.3（38.4）   | -1.1 | 福永祐一   | 57kg   | ゴールドドリーム       |
| 0000.05.30 | 浦和   | さきたま杯        | JpnII   | ダ1400m（良） | 11    | 7     | 10    | 004.70（3人）   | 09着 | 01:28.4（39.8）   | -2.2 | 戸崎圭太   | 58kg   | サクセスエナジー       |
| 0000.10.08 | 盛岡   | MCS南部杯         | JpnI    | ダ1600m（良） | 14    | 3     | 4     | 102.60（6人）   | 06着 | 01:36.9（37.8）   | -1.6 | 北村友一   | 57kg   | ルヴァンスレーヴ       |

## 種牡馬成績
2019年から種牡馬入り。初年度の種付け料は30万円に設定され、158頭の牝馬を集めた。
2022年に産駒がデビューすると35勝を挙げて地方競馬の新種牡馬チャンピオンとなった。

### 主な産駒

#### 地方重賞優勝馬
- 2021年産
  - クルマトラサン（2023年ゴールドジュニア）[12]
  - リケアサブル（2024年兵庫ユースカップ、ネクストスター西日本）
- 2022年産
  - ポマイカイ（2024年ネクストスター盛岡、2025年スプリングカップ）
  - プリムスパールス（2024年ジェムストーン賞）

## 血統表
| ベストウォーリアの血統                              | ベストウォーリアの血統                                                                                              | ベストウォーリアの血統                                                                                              | （血統表の出典） | （血統表の出典）  |
| 父系                                                | シアトルスルー系 | シアトルスルー系 | シアトルスルー系 |                   |
| 父 *マジェスティックウォリアー 2005 鹿毛 アメリカ   | 父の父A.P.Indy 1989 黒鹿毛 アメリカ                                                                                 | Seattle Slew | Bold Reasoning | Bold Reasoning    |
| 父 *マジェスティックウォリアー 2005 鹿毛 アメリカ   | 父の父A.P.Indy 1989 黒鹿毛 アメリカ                                                                                 | Seattle Slew | My Charmer |                   |
| 父 *マジェスティックウォリアー 2005 鹿毛 アメリカ   | 父の父A.P.Indy 1989 黒鹿毛 アメリカ                                                                                 | Weekend Surprise | Secretariat | Secretariat       |
| 父 *マジェスティックウォリアー 2005 鹿毛 アメリカ   | 父の父A.P.Indy 1989 黒鹿毛 アメリカ                                                                                 | Weekend Surprise | Lassie Dear |                   |
| 父 *マジェスティックウォリアー 2005 鹿毛 アメリカ   | 父の母Dream Supreme 1997 黒鹿毛 アメリカ                                                                            | Seeking the Gold | Mr. Prospector | Mr. Prospector    |
| 父 *マジェスティックウォリアー 2005 鹿毛 アメリカ   | 父の母Dream Supreme 1997 黒鹿毛 アメリカ                                                                            | Seeking the Gold | Con Game |                   |
| 父 *マジェスティックウォリアー 2005 鹿毛 アメリカ   | 父の母Dream Supreme 1997 黒鹿毛 アメリカ                                                                            | Spinning Round | Dixieland Band | Dixieland Band    |
| 父 *マジェスティックウォリアー 2005 鹿毛 アメリカ   | 父の母Dream Supreme 1997 黒鹿毛 アメリカ                                                                            | Spinning Round | Take Heart |                   |
| 母 *フラーテイシャスミス Flirtatious Miss 2004 栗毛 | 母の父Mr. Greeley 1992 栗毛                                                                                         | Gone West | Mr. Prospector | Mr. Prospector    |
| 母 *フラーテイシャスミス Flirtatious Miss 2004 栗毛 | 母の父Mr. Greeley 1992 栗毛                                                                                         | Gone West | Secrettame |                   |
| 母 *フラーテイシャスミス Flirtatious Miss 2004 栗毛 | 母の父Mr. Greeley 1992 栗毛                                                                                         | Long Legend | Reviewer | Reviewer          |
| 母 *フラーテイシャスミス Flirtatious Miss 2004 栗毛 | 母の父Mr. Greeley 1992 栗毛                                                                                         | Long Legend | Lianga |                   |
| 母 *フラーテイシャスミス Flirtatious Miss 2004 栗毛 | 母の母Seductive Smile 1990 鹿毛                                                                                     | Silver Hawk | Roberto | Roberto           |
| 母 *フラーテイシャスミス Flirtatious Miss 2004 栗毛 | 母の母Seductive Smile 1990 鹿毛                                                                                     | Silver Hawk | Gris Vitesse |                   |
| 母 *フラーテイシャスミス Flirtatious Miss 2004 栗毛 | 母の母Seductive Smile 1990 鹿毛                                                                                     | Exit Smiling | Stage Door Johnny                                                                                                   | Stage Door Johnny |
| 母 *フラーテイシャスミス Flirtatious Miss 2004 栗毛 | 母の母Seductive Smile 1990 鹿毛                                                                                     | Exit Smiling | Chandelier |                   |
| 母系(F-No.)                                         | Chandelier系(FN:1-s)                                                                                                | Chandelier系(FN:1-s)                                                                                                | Chandelier系(FN:1-s)                                                                                                | [ § 2 ]           |
| 5代内の近親交配                                     | Secretariat 12.50% 4･5x5、Mr. Prospector 12.50% 4x4、Buckpasser 6.25% 5x5、Bold Ruler 6.25% 5x5、Broadway 6.25% 5x5 | Secretariat 12.50% 4･5x5、Mr. Prospector 12.50% 4x4、Buckpasser 6.25% 5x5、Bold Ruler 6.25% 5x5、Broadway 6.25% 5x5 | Secretariat 12.50% 4･5x5、Mr. Prospector 12.50% 4x4、Buckpasser 6.25% 5x5、Bold Ruler 6.25% 5x5、Broadway 6.25% 5x5 | [ § 3 ]           |
| 出典                                                | 1. 2. 3. | 1. 2. 3. | 1. 2. 3. | 1. 2. 3.          |